# Le Boullay-les-Deux-Églises
Le Boullay-les-Deux-Églises ist eine französische Gemeinde mit 250 Einwohnern (Stand 1. Januar 2022) in der Region Centre-Val de Loire im Département Eure-et-Loir.
Die Gemeinde befindet sich im Arrondissement Dreux und im Kanton Saint-Lubin-des-Joncherets. 
| Jahr      | 1962 | 1968 | 1975 | 1982 | 1990 | 1999 | 2008 | 2014 |
| --------- | ---- | ---- | ---- | ---- | ---- | ---- | ---- | ---- |
| Einwohner | 155  | 164  | 150  | 178  | 187  | 213  | 239  | 268  |

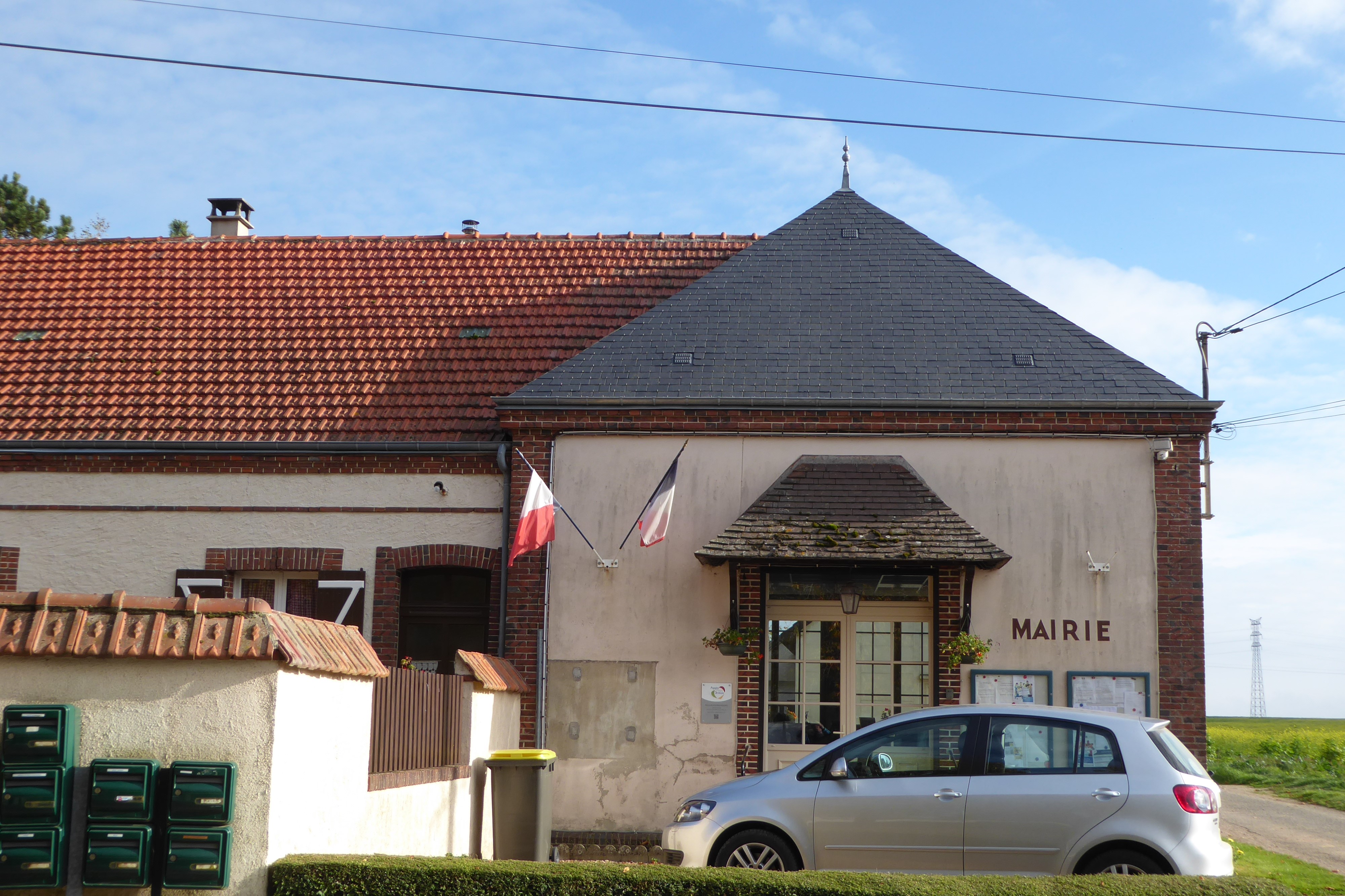
MairieLe Boullay-les-Deux-Églises
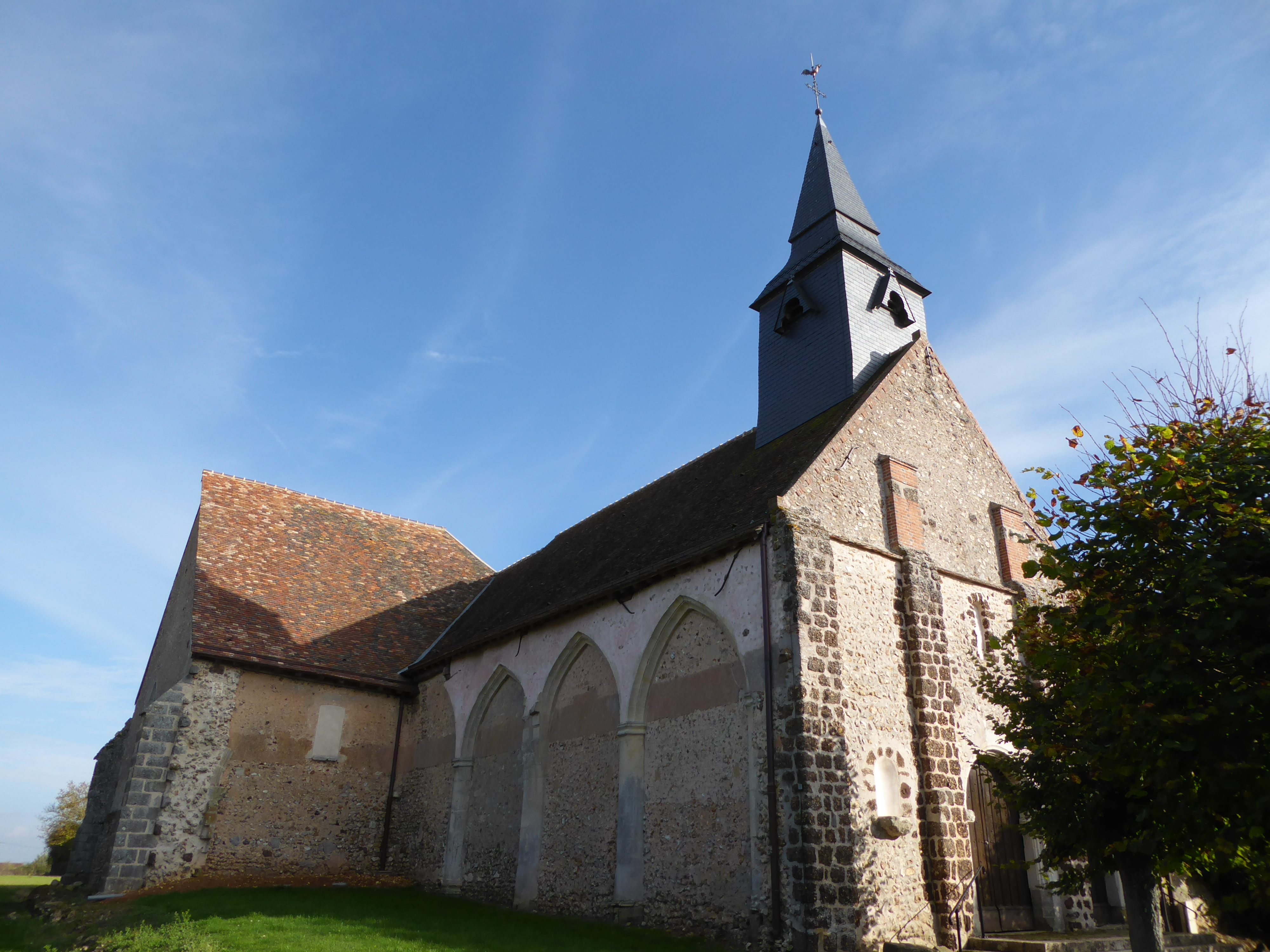
Kirche Saint-Aignan
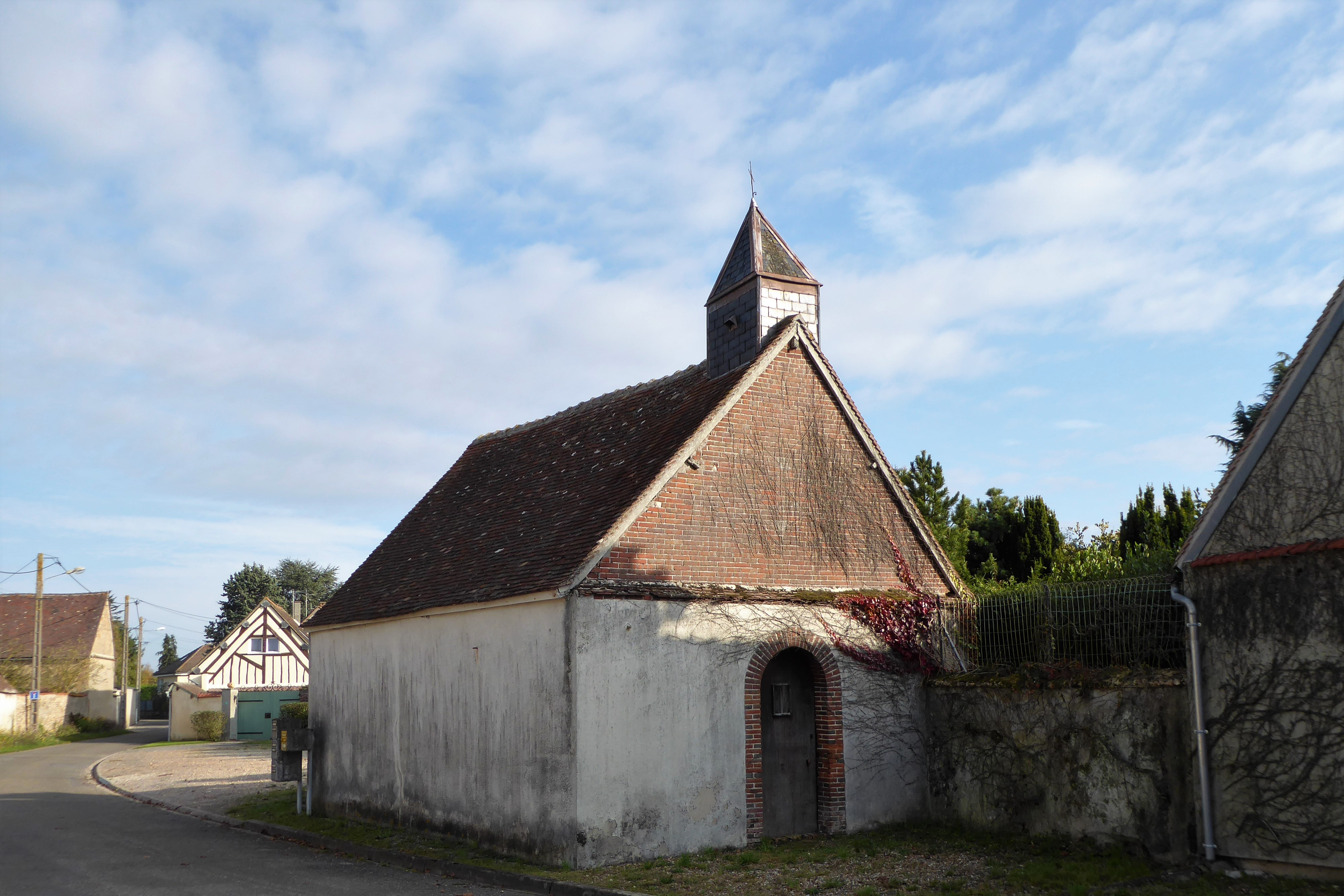
Kapelle Notre-Dame-du-Bon-Raisin
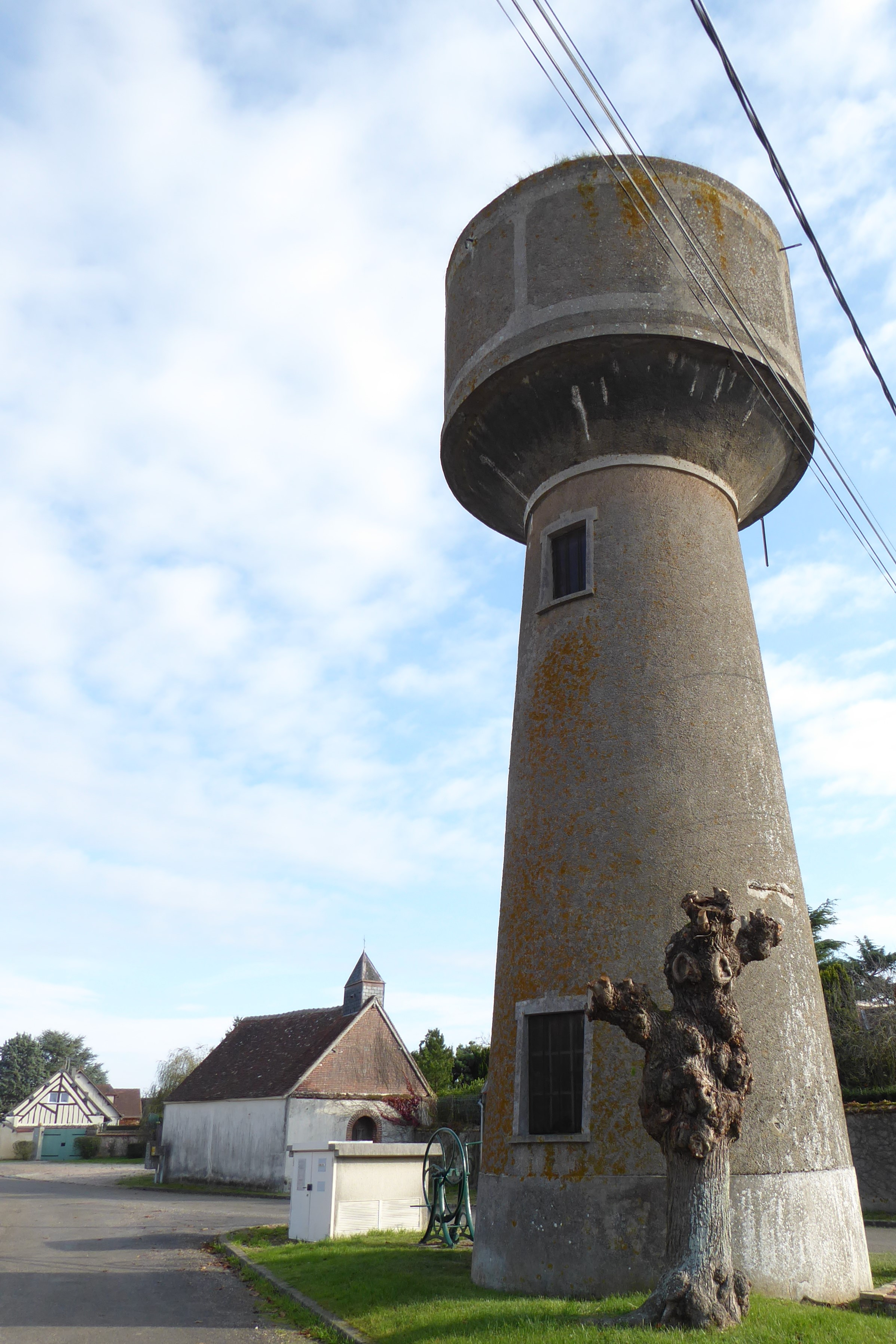
Wasserturm